# Gnathia beethoveni
Gnathia beethoveni is een pissebed uit de familie Gnathiidae. De wetenschappelijke naam van de soort is voor het eerst geldig gepubliceerd in 1971 door Paul & Menzies.